# Vroncourt-la-Côte
Vroncourt-la-Côte è un comune francese di 25 abitanti situato nel dipartimento dell'Alta Marna nella regione del Grande Est.

## Società

### Evoluzione demografica
Abitanti censiti